# Oldoinyo Nyukie
Oldoinyo Nyukie är en krater i Kenya.   Den ligger i länet Kajiado, i den sydvästra delen av landet, 50 km väster om huvudstaden Nairobi. Toppen på Oldoinyo Nyukie är 1 892 meter över havet.
Terrängen runt Oldoinyo Nyukie är kuperad. Runt Oldoinyo Nyukie är det glesbefolkat, med 14 invånare per kvadratkilometer. Det finns inga samhällen i närheten. Trakten runt Oldoinyo Nyukie består i huvudsak av gräsmarker.